# Centro Cultural Universitario (Universidad de Guadalajara)
El Centro Cultural Universitario (CCU) es el primer complejo universitario de la región centro-occidente de México. Actualmente se está en proceso de construcción en el municipio de Zapopan, uno de los 8 que integran el Área metropolitana de Guadalajara, en el estado de Jalisco.
Es un proyecto desarrollado por la Universidad de Guadalajara que comprende un Auditorio Metropolitano con capacidad para 11.150 personas, la Biblioteca Pública del estado de Jalisco "Juan José Arreola", Conjunto de Artes Escénicas, Museo de Ciencias Ambientales y un distrito cultural que albergará complejos residenciales, oficinas, hoteles, escuelas de artes, centros universitarios, parque mediático y parque temático.
César Pelli & Associates, firma de gran prestigio mundial que desarrolló entre otros proyectos las Torres Petronas de Kuala Lumpur, así como el emblemático plan maestro en Bilbao España donde se ubica el museo Guggenheim, son los encargados de llevar a cabo el plan maestro del Centro Cultural Universitario.
Actualmente se eligió al ganador del concurso arquitectónico para la Biblioteca Pública.